# Luge nos Jogos Olímpicos de Inverno de 2022 - Individual masculino
O evento individual masculino do luge nos Jogos Olímpicos de Inverno de 2022 ocorreu no Centro Nacional de Deslizamento de Yanqing, no distrito de Yanqing, Pequim, entre 5 e 6 de fevereiro.

## Medalhistas
| Ouro   | GER Johannes Ludwig     |
| Prata  | AUT Wolfgang Kindl      |
| Bronze | ITA Dominik Fischnaller |

## Resultados
| Pos.              | Bib | Atleta                 | País                     | 1ª descida  | Pos.        | 2ª descida  | Pos.        | 3ª descida  | Pos.        | 4ª descida  | Pos.        | Total       | Diferença   |
| ----------------- | --- | ---------------------- | ------------------------ | ----------- | ----------- | ----------- | ----------- | ----------- | ----------- | ----------- | ----------- | ----------- | ----------- |
| Medalha de ouro   | 4   | Johannes Ludwig        | GER Alemanha             | 57.063      | 1           | 57.438      | 2           | 57.043      | 1           | 57.191      | 1           | 3:48.735    |             |
| Medalha de prata  | 1   | Wolfgang Kindl         | AUT Áustria              | 57.110      | 2           | 57.430      | 1           | 57.117      | 2           | 57.238      | 2           | 3:48.895    | +0.160      |
| Medalha de bronze | 10  | Dominik Fischnaller    | ITA Itália               | 57.361      | 3           | 57.444      | 3           | 57.461      | 5           | 57.420      | 3           | 3:49.686    | +0.951      |
| 4                 | 2   | Felix Loch             | GER Alemanha             | 57.383      | 5           | 57.500      | 4           | 57.510      | 7           | 57.485      | 6           | 3:49.878    | +1.143      |
| 5                 | 3   | Kristers Aparjods      | LAT Letônia              | 57.364      | 4           | 57.597      | 6           | 57.399      | 4           | 57.693      | 9           | 3:50.053    | +1.318      |
| 6                 | 5   | Max Langenhan          | GER Alemanha             | 57.606      | 9           | 57.536      | 5           | 57.521      | 8           | 57.429      | 4           | 3:50.092    | +1.357      |
| 7                 | 7   | Gints Bērziņš          | LAT Letônia              | 57.414      | 7           | 57.709      | 7           | 57.480      | 6           | 57.570      | 7           | 3:50.173    | +1.438      |
| 8                 | 18  | Chris Mazdzer          | USA Estados Unidos       | 57.780      | 10          | 58.039      | 9           | 57.779      | 10          | 57.779      | 10          | 3:51.377    | +2.642      |
| 9                 | 12  | Roman Repilov          | ROC                      | 57.594      | 8           | 58.679      | 16          | 57.714      | 9           | 57.647      | 8           | 3:51.634    | +2.899      |
| 10                | 8   | Semen Pavlichenko      | ROC                      | 57.786      | 11          | 58.115      | 10          | 57.955      | 13          | 57.793      | 11          | 3:51.649    | +2.914      |
| 11                | 24  | Leon Felderer          | ITA Itália               | 57.814      | 12          | 58.211      | 11          | 57.855      | 11          | 57.960      | 14          | 3:51.840    | +3.105      |
| 12                | 6   | Nico Gleirscher        | AUT Áustria              | 59.110      | 27          | 58.351      | 14          | 57.370      | 3           | 57.452      | 5           | 3:52.283    | +3.548      |
| 13                | 21  | Tucker West            | USA Estados Unidos       | 58.079      | 15          | 57.831      | 8           | 58.534      | 21          | 57.916      | 13          | 3:52.360    | +3.625      |
| 14                | 16  | Aleksandr Gorbatcevich | ROC                      | 58.139      | 16          | 58.339      | 13          | 58.080      | 14          | 58.043      | 15          | 3:52.601    | +3.866      |
| 15                | 11  | David Gleirscher       | AUT Áustria              | 57.407      | 6           | 58.240      | 12          | 58.908      | 26          | 58.617      | 20          | 3:53.172    | +4.437      |
| 16                | 22  | Alexander Ferlazzo     | AUS Austrália            | 58.216      | 19          | 58.994      | 24          | 58.122      | 16          | 57.887      | 12          | 3:53.219    | +4.484      |
| 17                | 14  | Reid Watts             | CAN Canadá               | 58.049      | 14          | 59.071      | 25          | 58.108      | 15          | 58.065      | 16          | 3:53.293    | +4.558      |
| 18                | 23  | Artūrs Dārznieks       | LAT Letônia              | 58.166      | 17          | 59.370      | 28          | 57.932      | 12          | 58.241      | 17          | 3:53.709    | +4.974      |
| 19                | 19  | Jonathan Gustafson     | USA Estados Unidos       | 57.845      | 13          | 59.330      | 27          | 58.496      | 20          | 58.275      | 18          | 3:53.946    | +5.211      |
| 20                | 34  | Svante Kohala          | SWE Suécia               | 58.517      | 21          | 58.779      | 20          | 58.368      | 18          | 58.333      | 19          | 3:53.997    | +5.262      |
| 21                | 15  | Jozef Ninis            | SVK Eslováquia           | 58.205      | 18          | 58.764      | 19          | 58.856      | 23          | Não avançou | Não avançou | 2:55.825    | N/A         |
| 22                | 20  | Anton Dukach           | UKR Ucrânia              | 58.873      | 25          | 58.726      | 18          | 58.408      | 19          | Não avançou | Não avançou | 2:56.007    | N/A         |
| 23                | 26  | Rupert Staudinger      | GBR Grã-Bretanha         | 58.731      | 22          | 58.960      | 22          | 58.622      | 22          | Não avançou | Não avançou | 2:56.313    | N/A         |
| 24                | 25  | Fan Duoyao             | CHN China                | 58.848      | 23          | 58.883      | 21          | 58.895      | 25          | Não avançou | Não avançou | 2:56.626    | N/A         |
| 25                | 35  | Mateusz Sochowicz      | POL Polônia              | 58.863      | 24          | 59.196      | 26          | 58.867      | 24          | Não avançou | Não avançou | 2:56.926    | N/A         |
| 26                | 32  | Marián Skupek          | SVK Eslováquia           | 58.956      | 26          | 58.976      | 23          | 59.051      | 27          | Não avançou | Não avançou | 2:56.983    | N/A         |
| 27                | 13  | Andriy Mandziy         | UKR Ucrânia              | 1:01.082    | 32          | 58.706      | 17          | 58.346      | 17          | Não avançou | Não avançou | 2:58.134    | N/A         |
| 28                | 33  | Pavel Angelov          | BUL Bulgária             | 59.555      | 29          | 59.753      | 29          | 59.545      | 29          | Não avançou | Não avançou | 2:58.853    | N/A         |
| 29                | 17  | Valentin Cretu         | ROU Romênia              | 58.349      | 20          | 58.362      | 15          | 1:02.223    | 34          | Não avançou | Não avançou | 2:58.934    | N/A         |
| 30                | 30  | Michael Lejsek         | CZE República Checa      | 59.542      | 28          | 59.945      | 31          | 1:00.080    | 32          | Não avançou | Não avançou | 2:59.567    | N/A         |
| 31                | 27  | Saba Kumaritashvili    | GEO Geórgia              | 1:00.211    | 30          | 1:00.146    | 32          | 1:00.036    | 31          | Não avançou | Não avançou | 3:00.393    | N/A         |
| 32                | 28  | Seiya Kobayashi        | JPN Japão                | 1:00.856    | 31          | 1:00.919    | 33          | 59.859      | 30          | Não avançou | Não avançou | 3:01.634    | N/A         |
| 33                | 29  | Lim Nam-kyu            | KOR Coreia do Sul        | 1:02.438    | 34          | 59.794      | 30          | 59.538      | 28          | Não avançou | Não avançou | 3:01.770    | N/A         |
| 34                | 31  | Mirza Nikolajev        | BIH Bósnia e Herzegovina | 1:01.667    | 33          | 1:02.507    | 34          | 1:01.175    | 33          | Não avançou | Não avançou | 3:05.349    | N/A         |
| 35                | 9   | Kevin Fischnaller      | ITA Itália               | Não iniciou | Não iniciou | Não iniciou | Não iniciou | Não iniciou | Não iniciou | Não iniciou | Não iniciou | Não iniciou | Não iniciou |

Legenda
| Recorde mundial      | Recorde mundial (World record)               |                       | Recorde africano                      | Recorde africano (African) |                                           | Q | Classificado por posição (Qualified) |
| Recorde olímpico     | Recorde olímpico (Olympic record)            | Recorde da América    | Recorde da América (Americas)         | q                          | Classificado por melhor tempo (Qualified) |   |                                      |
| Melhor marca do ano  | Melhor marca do ano (World leading)          | Recorde asiático      | Recorde asiático (Asian)              | DNS                        | Não largou (Did not start)                |   |                                      |
| Recorde nacional     | Recorde nacional (National record)           | Recorde europeu       | Recorde europeu (European)            | DNF                        | Não terminou (Did not finish)             |   |                                      |
| Recorde pessoal      | Recorde pessoal do atleta (Personal best)    | Recorde da Oceania    | Recorde da Oceania (Oceania)          | DSQ / DQ                   | Desclassificado (Disqualified)            |   |                                      |
| Recorde da temporada | Recorde da temporada do atleta (Season best) | Recorde sul-americano | Recorde sul-americano (South America) | NM                         | Sem marca (No mark)                       |   |                                      |